# Steppensee
Steppensee ist eine informelle Bezeichnung für Flachseen (Seen geringer Wassertiefe ohne thermische Schichtung) in Regionen mit aridem und semiaridem Klima, mit natürlichen Steppen. Aufgrund der hohen Verdunstung handelt es sich oft, aber nicht immer, um Salzseen oder Sodaseen. In den offiziellen Klassifikationssystemen für Seen (Seentypologie) sind Steppenseen nicht definiert und werden anderen Typen zugeordnet. In Europa werden insbesondere die Flachseen der pannonischen Ökoregion (vgl. Pannonische Florenprovinz, Pannonisches Klima) in Südosteuropa als Steppenseen bezeichnet, besonders häufig der Neusiedler See und der Balaton (Plattensee), aber auch die kleineren Salzlacken.

## Seentypologie
Seen werden je nach Fachgebiet und Fragestellung unterschiedlich in Typen eingeteilt. Die verbreitetste Seentypologie in der Limnologie ist die Einteilung nach thermischer Schichtung nach den Limnologen George Evelyn Hutchinson und Heinz Löffler. Danach gehören die Steppenseen als Flachseen gar nicht zu den „eigentlichen“ Seen. In revidierten Fassungen des Systems handelt es sich um (kontinuierlich) warm polymiktische Gewässer. In der Klassifikation nach der Hydrologie gehören Steppenseen meist zu den Gewässern mit endorheischem Einzugsgebiet. Wenn sie von Fließgewässern gespeist werden (was vor allem bei kleineren Gewässern oft nicht der Fall ist), sind es Endseen mit Zuflüssen, aber keinem oberirdischen Abfluss. In der Typologie der Seen nach der Wasserrahmenrichtlinie werden sie meist dem Subtyp LA-02 (Lowland, calcareous, verry shallow, unstratified) zugeschlagen.

## Salzgehalt
Da Steppen, und damit auch Steppenseen, in Regionen mit aridem oder simiaridem Klima vorkommen, wo die jährlich potenzielle Verdunstung die Niederschlagssumme übersteigt, neigen sie zum Versalzen. Den Seen fließt Wasser mit geringem bis moderatem Salzgehalt (aus Fließgewässern oder als Oberflächenabfluss) zu, sie verlieren Wasser aber ausschließlich über Verdunstung, wobei die Salze zurückbleiben. Dadurch kann sich der Salzgehalt im Gewässer anreichern. Je nach klimatischen Bedingungen können hier auch Durchflussseen (mit oberirdischem Abfluss) schon versalzen, wenn die Verdunstung hoch genug ist, nicht ausschließlich Endseen. Andererseits können Endseen Süßwasserseen bleiben, zum Beispiel wenn der Zu- oder Abfluss über das Grundwasser die Hydrologie prägt (so ist zum Beispiel der Tschadsee ein Süßwassersee).
In den europäischen Steppen der pannonischen Region, in Österreich, Ungarn und Serbien, treten anstelle von Salzseen Sodaseen auf, die gekennzeichnet sind durch sehr hohen pH-Wert mit dem dominanten Ion Hydrogencarbonat anstelle von Chlorid. Sodaseen gibt es auch in anderen Steppenregionen weltweit, sie sind aber seltener als Salzseen.

## Wasserstand
Wie typisch für Gewässer in ariden Regionen neigen Steppenseen zu stark schwankenden Wasserständen, abhängig von den schwankenden Niederschlägen im Einzugsgebiet, aber auch menschlichen Einflüssen. So wurde etwa in Steppenseen der kanadischen Prärie (der nordamerikanischen Steppenregion), die sich hier in zu- und abflusslosen, glazial entstandenen Mulden gebildet haben, langfristig stark schwankende Wasserstände dokumentiert. Parallel dazu schwankt auch der Salzgehalt. In jüngerer Zeit gibt es Hinweise darauf, dass endorheische Becken durch den Klimawandel weltweit Wasser verlieren und damit der Wasserspiegel aller dort liegenden Seen absinkt, auch wenn das Einzugsgebiet nicht stark lokal vom Menschen überprägt ist.

## Ökologie
Viele Steppenseen sind durch instabile Umweltfaktoren, teilweise extreme Temperaturen und extremen Wasserchemismus für darin lebende Organismen Extremlebensräume, die nur von spezialisierten Arten besiedelt werden können. Untersuchungen von Steppenseen in der russischen Region Transbaikalien zeigten, neben fadenförmigen Cyanobakterien der Gattungen Oscillatoria, Nodularia, Phormidium und Spirulina sowie der für Salzseen typischen Grünalge Dunaliella salina sehr hohe Populationen sauerstoff-ertragender phototroph-heterotropher Bakterien. Durch die große Oberfläche und die umgebende offene Steppenlandschaft sind Steppenseen oft sehr nährstoffreich, indem Pflanzensubstanz aus angrenzenden Lebensräumen vom Wind eingeweht wird (genannt Anemotrophie). Wind durchmischt auch das Wasser selbst, wodurch Nährstoffe, aber auch Sediment, aufgewirbelt werden, was einerseits die Nährstoffversorgung verbessert, andererseits aber die Wassertrübung erhöht und damit den Lichteinfall vermindert.

## Vorkommen in Europa
Bekannt sind vor allem die natürlichen Steppenseen in der pannonischen Ökoregion. Die drei Seen Neusiedlersee, Balaton und Velencer See sind die westlichsten Seen der eurasischen Steppenregion. Außer diesen größeren Seen ist eine Vielzahl kleiner, oft zeitweise austrocknender (temporärer) Kleingewässer vorhanden, die in Österreich „Lacken“ genannt werden. Die größeren Seen sind alle sehr flach (Balaton: mittlere Tiefe 3,25 m, Neusiedler See: mittlere Tiefe ca. 1,2 m, Velencer See: mittlere Tiefe 1,6 m) und zu großen Teilen von Röhricht aus Schilfrohr (Phragmites australis) bewachsen. Alle drei Seen weisen erhöhten Salzgehalt auf, wobei aber Hydrogencarbonat gegenüber Chlorid dominiert, d. h. es handelt sich um Sodaseen. Wie typisch für Steppenseen, ist der Wasserspiegel der Seen kurz- und langfristigen Schwankungen unterworfen. Der Neusiedler See hatte nach der Eiszeit einen Wasserspiegel, der bis zu 5 Meter über dem jetzigen lag. In Trockenjahren kann er völlig austrocknen, zuletzt 1865 bis 1868. Da das Einzugsgebiet des Sees nur gut zweieinhalb Mal so groß ist wie der See selbst, wird der Wasserspiegel vor allem durch Niederschläge in den See selbst bestimmt. Im Winter friert der See in Normaljahren vollständig zu.